# Splog
Nel gergo internet, il termine Splog (pronuncia: /ˈsploʤ/) cioè spam blogs, qualche volta detto anche splogs, sono Web Logs (o "Blog") che gli autori usano solo per promuovere siti web affiliati. 
Lo scopo è quello di incrementare il PageRank dei siti affiliati.
Il contenuto è spesso senza senso o testo rubato da altri websites con un numero insolitamente alto di collegamenti ai siti connessi con il creatore dello splog che sono spesso siti screditati o al contrario inutili.
Splogs si è trasformato in un problema importante sugli host gratuiti di blog quale il servizio di Blogger di Google.  Questi blogs falsi sprecano lo spazio di disco importante, larghezza di banda ed inquinano i risultati del motore di ricerca.
Il termine splog si è diffuso intorno a metà di agosto del 2005 quando per la prima volta è stato usato da Mark Cuban, ma sembra essere stato usato prima alcune altre volte per la descrizione dei blogs dello spam che risalgono almeno al 2003.
Sono stati creati molti servizi di segnalazione sullo splog, affinché gli utenti buoni possano segnalare lo splog attraverso la segnalazione degli indirizzi dei splog ai motori di ricerca in modo da poterli escludere dai risultati di ricerca. Splog Reporter è stato il primo servizio di questo genere.
In alcuni casi per evitare la creazione di nuovi Blog in maniera automatica, si ricorre a dei captcha.